# Les Goudes

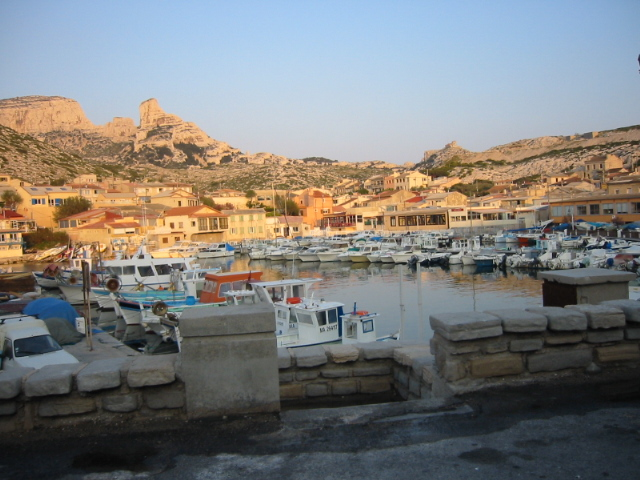
Les Goudes mit Hafen

Les Goudes ist ein Viertel (frz.: Quartier) der südfranzösischen Stadt Marseille im Département Bouches-du-Rhône. Les Goudes gehört zum 8. Arrondissement (Stadtbezirk). 2006 hatte das Quartier 235 Einwohner. Der Name soll sich von Aïgoudo (die Quelle) ableiten.
Das Viertel liegt südlich des Stadtkerns. Bei Les Goudes beginnt das Massif de Marseilleveyre und das Massif des Calanques. Beide sind Teil des Nationalparks Calanques. Früher trug es den Namen Marseilho-Veïre. Dies könnte Alt-Marseille bedeuten, aber auch Sicht auf Marseille. In den 1990er- und 2000er-Jahren entwickelte sich Les Goudes zu einem gehobenen Viertel.
Les Goudes findet auch Erwähnung in dem Song Dimanche aux Goudes von Massilia Sound System, einer populären Reggaeband aus Marseille, sowie in der von Jean-Claude Izzo verfassten Marseille-Trilogie.